# Beatrix de Vesci
Beatrix de Vesci, del castillo de Alnwick, fue una dama británica de la nobleza medieval del siglo XI. Pertenecía a la casa de Vesci.

## Biografía
Hija y única heredera de Ivo de Vesci y Alda Tyson, Beatrix fue una de las herederas más ricas de su época. Fue la primera esposa de Eustace fitz John (o Eustacius fitz John de Burgo), condestable de Chestershire y Knaresborough.
Según Dugdale, Beatrix tuvo dos hijos, William y Geoffrey, aunque suele creerse que falleció en el parto de su primer y único hijo, William de Vesci. William adoptó el apellido de su madre, y fue el antepasado de la casa señorial de Vesci. Ocupó el cargo de sheriff de Northumberland (1157–1170) y el de sheriff de Lancashire (1166–1170).
Después de la muerte de Eustace, sus tierras recayeron en su hijo William con el beneplácito del rey Enrique II.
Eustace de Vesci, nieto de Beatrix, fue uno de los barones fiadores de la Carta Magna.